# Jacques Perry
Jacques Perry (Neuilly-sur-Seine, 15 de junho de 1921-Iverny, 23 de abril de 2016) foi um romancista francês.
Em 1952 ganhou o Prêmio Renaudot pelo seu romance L'Amour de rien; em 1966 ganhou o Prix des Libraires pelo seu romance Vie d'un païen; e em 1976 ganhou o Prix du Livre Inter por Le Ravenala ou l'Arbre du voyageur.
É graduado pela HEC Paris.

## Publicações
- Le Testament, 1948
- L'Amour de rien, R. Julliard, 1952, Prix Renaudot 1952
- Le Mouton noir: roman, R. Julliard, 1953; Julliard, 1968
  - The Black Sheep, V. Gollancz, 1955
- Monsieur d'Ustelles: roman, R. Julliard, 1954
- Dieu prétexte, Julliard, 1955
- L'Amour de toi, Julliard, 1956
- Maurice Vlaminck, R. Kister, 1957
- Vie d'un païen, R. Laffont, 1965; R. Laffont, 1984, Prix des libraires 1966
  - Vida de un pagano, Domingo Pruna, Plaza & Janés, 1968
- Vie d'un païen 2 : La Beauté à genoux
- Vie d'un païen 3 : La Peau dure R. Laffont, 1967
- La Grande Idée  R. Julliard, 1959
- With Manuel Rossell Pesant, La belleza de rodillas, Plaza y Janés, 1968
- La Liberté en croupe, roman, R. Laffont, 1969
- Rue du dragon Éditions et publications premières, 1971
- Le Trouble-source, A. Michel, 1975, ISBN 978-2-226-00157-3
- Le Ravenala ou l'Arbre du voyageur, A. Michel, 1976, ISBN 978-2-226-00297-6, Prix du Livre Inter 1976
- Les Fruits de la passion, A. Michel, 1977, ISBN 978-2-226-00471-0
- L'Île d'un autre: roman, A. Michel, 1979
- L'Abbé don Juan, Ramsay, 1980, ISBN 978-2-85956-171-0
- Yo Picasso, J.C. Lattès, 1982
- Folie suisse A. Michel, 1983, ISBN 978-2-226-01778-9
- Le Cœur de l'escargot, A. Michel, 1985, ISBN 978-2-226-02121-2, prix des Bouquinistes 1995
- Oubli, A. Michel, 1987, ISBN 978-2-226-02873-0
- Alcool vert, Balland, 1989
- Les Sables roses d'Essaouira Calmann-Lévy, 1990, ISBN 978-2-7021-1883-2
- Les Taches du léopard Belfond, 1992, ISBN 978-2-7144-2958-2
- Marin: roman, A. Michel, 1998, ISBN 978-2-226-10057-3
- Les Indiscrets, Rocher, 2001, ISBN 978-2-268-04074-5
- Le Gouverneur des ruines, Rocher, 2003, ISBN 978-2-268-04451-4
- Jeu de nain, Rocher, 2004, ISBN 978-2-268-04962-5
- Oda, Éditions du Rocher, 2005, ISBN 978-2-268-05323-3
- Fringales, Rocher, 2006, ISBN 978-2-268-05905-1